# 阿分駅
阿分駅（あふんえき）は、北海道（留萌振興局）増毛郡増毛町大字阿分村にあった北海道旅客鉄道（JR北海道）留萌本線の駅（廃駅）である。電報略号はアフ。
最終の留萌行き1本は当駅を通過していた。

## 歴史

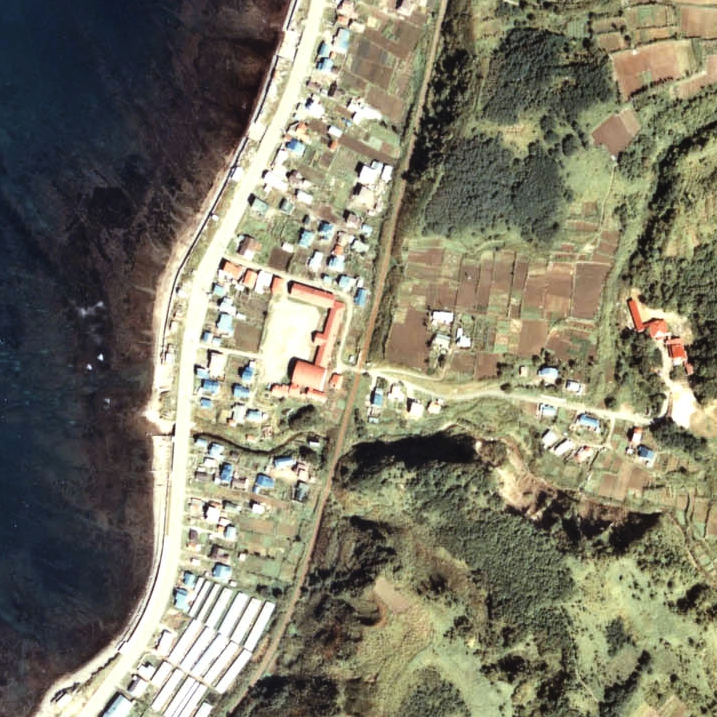
1977年の阿分仮乗降場と周囲約500m範囲。下が増毛方面。

- 1963年（昭和38年）12月1日：日本国有鉄道留萠本線の礼受駅 - 舎熊駅間に阿分仮乗降場（局設定）として新設開業[1]。
- 1987年（昭和62年）4月1日：国鉄分割民営化によりJR北海道に継承。同時に旅客駅に昇格し、阿分駅となる[1]。旅客のみ取り扱い。
- 1990年（平成2年）3月10日：営業キロ設定。
- 2016年（平成28年）12月5日：留萌駅 - 増毛駅間の廃止に伴い廃駅[報道 1][報道 2]。

### 駅名の由来
所在地名より。アイヌ語の「アフンイ（アフニ）」〔入り込みたる・ところ／入る・所（=入口）〕に由来する。
この名称についてははっきりしないが、付近の海岸を指すとする記述や、道内各地の洞穴でみられる「アフンルパラ」〔（あの世へ）入る・路の・口（＝地獄穴）〕の名称と同義ではないかとする推測がある。

## 駅構造
単式ホーム1面1線を有した地上駅。ホームは線路の西側（増毛方面に向かって右手側）に存在した。転轍機を持たない棒線駅となっていた。
仮乗降場に出自を持つ開業時からの無人駅で駅舎はなかったが、ホーム南側出入口附近にプレハブ作りの待合所を有した。鉄板張りの建物で、以前はホームに向いて建てられていたが、向きが変更された。内部には玉砂利と人工芝が敷かれていた。待合所の管理は現地の町内会である「阿分連合自治会」によって行われていた。トイレはなかった。ホームは木製デッキ式で、増毛方にスロープを有し駅施設外に連絡していた。有効長は非常に短く、1両編成でも車両が踏切にはみ出す珍しい駅だった。
当駅 - 信砂駅間には、留萌駅 - 増毛駅間で唯一のトンネルである「阿分隧道」が存在した。このトンネルは廃線後も金属製のフェンスで封鎖されているものの残存している。

駅全景（2004年6月）
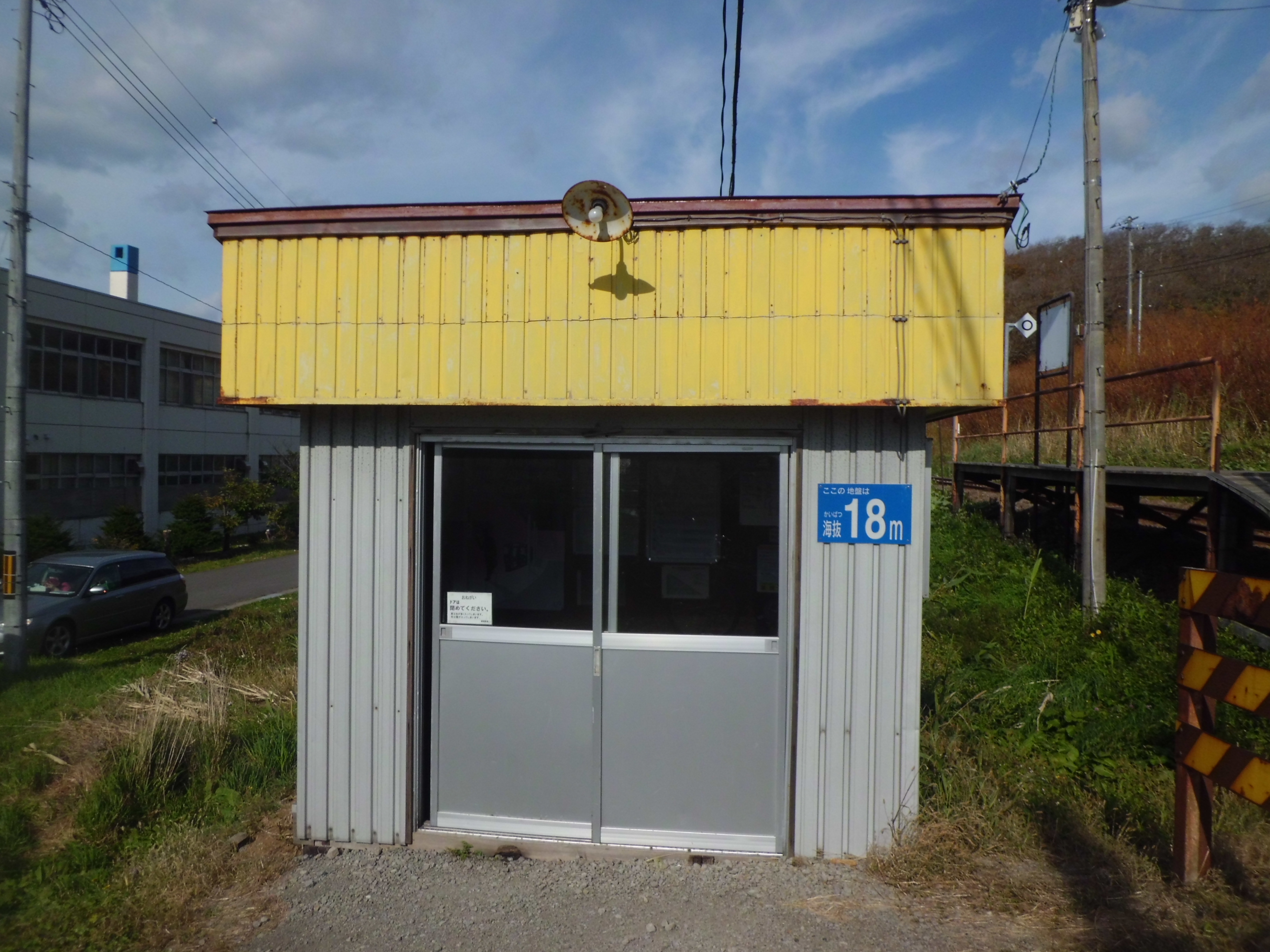
待合室（2016年10月）

## 利用状況
- 1992年度（平成4年度）の1日乗降客数は14人[4]。
- 2011年（平成23年）- 2015年（平成27年）の11月の調査日に実施された、乗降人員調査の平均は「1名以下」[7]。

## 駅周辺
漁港の集落がある。旧阿分小学校の校舎の真裏にあったため、国道からは駅跡の位置がわからない。
- 国道231号（日本海オロロンライン）
- 沿岸バス「阿分」停留所
- 旧増毛町立阿分小学校 - 2015年3月廃校。2017年10月時点でも旧校舎は残存している。駅跡の目の前にある[4][6]。

## 駅跡
待合所は廃駅後しばらくは施錠のうえ扉にベニヤ板が貼られ放置されていたが、その後ホームともに2017年6月ごろに解体され、藪となっている。隣接していた踏切（学校踏切）も撤去され、道路へと改修されている。2017年10月時点では、かつてホームに設置されていた電灯設備のみ残存している。

## 隣の駅
北海道旅客鉄道（JR北海道）
留萌本線
礼受駅 - 阿分駅 - 信砂駅